# Elar Kuus
Elar Kuus, eigentlich Elmar Kuusik, Pseudonym Elmar Ramla, (* 5. Novemberjul. / 17. November 1899greg. auf Gut Keeri, Meeri, Tartu; † 6. November 1988 in Tallinn) war ein estnischer Autor von Kinder- und Jugendbüchern.

## Leben
Da seine Eltern im Zuge der Revolution von 1905 aus Estland flüchteten, ging Elar Kuus zunächst im russischen Hinterland zur Schule. Nach der Rückkehr nach Estland (1910) besuchte er verschiedene Schulen und absolvierte 1925 am Hugo-Treffner-Gymnasium als Externer sein Abitur. Anschließend studierte er an der Universität Tartu und machte 1930 seinen Abschluss in den Fächern Geschichte und Wirtschaftswissenschaften. Danach wohnte er zehn Jahre in Viljandi, wo er Gymnasiallehrer war. Vorher und danach war er unter anderem in Narva-Jõesuu, Tartu und Tallinn im Schuldienst tätig. Von 1946 bis 1949 arbeitete er an verschiedenen Theatern in Tallinn, bevor er verhaftet wurde und von 1950 bis 1954 im Gefangenenlager von Narva verschwand.
Nach seiner Freilassung war er als freiberuflicher Schriftsteller tätig und lebte in Tallinn. Elar Kuus sprach russisch, französisch, deutsch, englisch, finnisch und Esperanto und übersetzte auch Kinderliteratur, unter anderem von Alexander Sergejewitsch Puschkin und Samuil Jakowlewitsch Marschak. Er war verheiratet mit der Schriftstellerin Aino Tigane.

## Literarisches Werk
Das Werk von Elar Kuus basiert vor allem auf den eigenen Jugenderfahrungen des Autors, wie er in einem autobiografischen Text selbst geschrieben hat. Es ist stark pädagogisch ausgerichtet und propagiert die Bedeutung der Arbeit und die Liebe zum Heim und zu den Eltern. Politische Probleme werden jedoch nicht behandelt, im Vordergrund stehen Spannung und Abenteuerlust. Elar Kuus ist als klassischer „Jungenautor“ bezeichnet worden.

## Bibliographie
- Lugu pöialpoisist, kotkast ja sitikast ('Geschichte von Däumling, Adler und Käfer'). Tartu: Loodus 1936.
- Kodukäijad seiklevad ('Gespenster auf Abenteuer'). Tartu: Noor-Eesti 1937.
- Jänesepoeg, kes luuletas ('Das Häschen, das dichtete'). Tartu: Loodus 1938.
- (gemeinsam mit Aino Tigane) Meie Ott. ('Unser Ott'.) Tallinn: Eesti Riiklik Kirjastus 1959.
- Purgaa ('Schneesturm'). Tallinn: Eesti Riiklik Kirjastus 1961.
- Päikese perekond ('Die Sonnenfamilie'). Tallinn: Eesti Raamat 1975.
- Seiklusi noorusmaalt ('Abenteuer aus der Jugend'). Tallinn: Eesti Raamat 1975.
- Kui vanaisa poisike oli ('Als Großvater klein war'). Tallinn: Eesti Raamat 1977.
- Kilgi võti ('Der Schlüssel des Heimchens'). Tallinn: Eesti Raamat 1978.
- Memme musi ('Mamas Kuss'). Tallinn: Eesti Raamat 1978.
- Välek Vibulane ('Välek Vibulane'). Tallinn: Eesti Raamat 1978.
- Nupumees Ati ('Ati der Schlaumeier'). Tallinn: Eesti Raamat 1980.
- Loomarahva keskel ('Unterm Tiervolk'). Tallinn: Eesti Raamat 1981.
- Sabaga sugulased ('Verwandte mit Schwanz'). Tallinn: Eesti Raamat 1981.
- Teopoiss Tiit ja lalulilu ('Knecht Tiit und trallala'). Tallinn: Eesti Raamat 1982.
- Südame võti ('Schlüssel des Herzens'). Tallinn: Eesti Raamat 1982.
- Verevennad ('Blutsbrüder'). Tallinn: Eesti Raamat 1986.
- Sip-sip ('Sip-sip'). Tallinn: Eesti Raamat 1988.

## Übersetzungen
Im Rahmen der der sowjetischen Kulturpolitik eigenen Exportbemühungen sind auch in Estland einige der Bücher von Kuus in fremde Sprachen übersetzt worden. So ist Päikese perekond 1983 auf Englisch unter dem Titel The sand dragon in Tallinn erschienen, im gleichen Jahr auch auf Deutsch unter dem Titel Die Weltgucker Memme musi kam als Die Häschen und ihr Kohlkopf 1981 auf Deutsch heraus, außerdem auf Englisch (1985), Polnisch (1986), Schwedisch (1986), Slowakisch (1987) und Tschechisch (1987). Alle Bücher wurden in Tallinn verlegt.

## Sekundärliteratur
- S. Kiin: Elar Kuusi 85. sünnipäevaks, in: Looming 11/1985, S. 1574–1575.
- Oskar Kuningas: Noorte hinge külvatud seeme ei kao, in: Keel ja Kirjandus 2/1989, S. 124.
- Reet Krusten: Eesti Lastekirjandus. Tartu: Elmatar 1995, S. 209–211.